# Lista över svenska vinnare och nominerade av Oscar
Nedan följer en lista över svenska vinnare och nominerade av det amerikanska filmpriset Oscar.

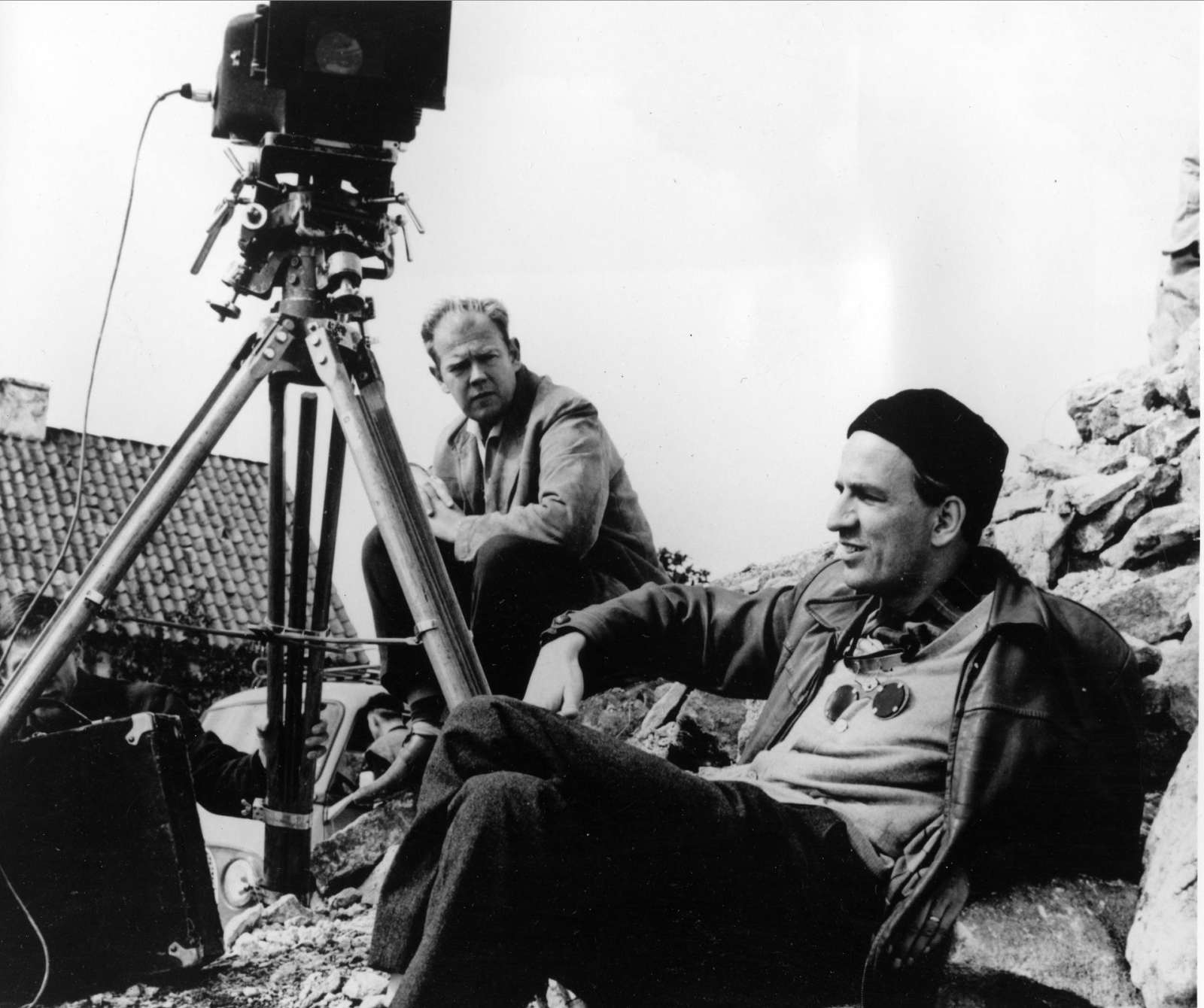
Ingmar Bergman är den svensk som fått flest personliga nomineringar, 8 stycken. Här syns han under inspelningen av Såsom i en spegel som belönades med en Oscar för bästa utländska film.

## Bästa film
| År   | Producent                           | Filmtitel           | Resultat  |
| ---- | ----------------------------------- | ------------------- | --------- |
| 1973 | Bengt Forslund                      | Utvandrarna         | Nominerad |
| 1974 | Lars-Owe Carlberg                   | Viskningar och rop  | Nominerad |
| 2023 | Erik Hemmendorff och Philippe Bober | Triangle of Sadness | Nominerad |

## Bästa regi
| År   | Regissör        | Filmtitel           | Resultat  |
| ---- | --------------- | ------------------- | --------- |
| 1973 | Jan Troell      | Utvandrarna         | Nominerad |
| 1974 | Ingmar Bergman  | Viskningar och rop  | Nominerad |
| 1977 | Ingmar Bergman  | Ansikte mot ansikte | Nominerad |
| 1984 | Ingmar Bergman  | Fanny och Alexander | Nominerad |
| 1988 | Lasse Hallström | Mitt liv som hund   | Nominerad |
| 2000 | Lasse Hallström | Ciderhusreglerna    | Nominerad |
| 2023 | Ruben Östlund   | Triangle of Sadness | Nominerad |

## Bästa manliga huvudroll
| År   | Skådespelare  | Filmtitel       | Resultat  |
| ---- | ------------- | --------------- | --------- |
| 1989 | Max von Sydow | Pelle Erövraren | Nominerad |

## Bästa kvinnliga huvudroll
| År        | Skådespelare   | Filmtitel               | Resultat  |
| --------- | -------------- | ----------------------- | --------- |
| Nov. 1930 | Greta Garbo    | Anna Christie Romantik  | Nominerad |
| 1938      | Greta Garbo    | Kameliadamen            | Nominerad |
| 1940      | Greta Garbo    | Ninotchka               | Nominerad |
| 1944      | Ingrid Bergman | Klockan klämtar för dig | Nominerad |
| 1945      | Ingrid Bergman | Gasljus                 | Vann      |
| 1946      | Ingrid Bergman | Klockorna i S:t Mary    | Nominerad |
| 1949      | Ingrid Bergman | Jeanne d'Arc            | Nominerad |
| 1957      | Ingrid Bergman | Anastasia               | Vann      |
| 1976      | Ann-Margret    | Tommy                   | Nominerad |
| 1979      | Ingrid Bergman | Höstsonaten             | Nominerad |

## Bästa manliga biroll
| År   | Skådespelare  | Filmtitel                      | Resultat  |
| ---- | ------------- | ------------------------------ | --------- |
| 2012 | Max von Sydow | Extremt högt och otroligt nära | Nominerad |

## Bästa kvinnliga biroll
| År   | Skådespelare    | Filmtitel                        | Resultat  |
| ---- | --------------- | -------------------------------- | --------- |
| 1972 | Ann-Margret     | Köttets lust                     | Nominerad |
| 1975 | Ingrid Bergman  | Mordet på Orientexpressen        | Vann      |
| 1990 | Lena Olin       | Fiender, en berättelse om kärlek | Nominerad |
| 2016 | Alicia Vikander | The Danish Girl                  | Vann      |

## Bästa utländska/icke-engelskspråkiga/internationella långfilm
| År   | Regissör             | Filmtitel                       | Resultat  |
| ---- | -------------------- | ------------------------------- | --------- |
| 1961 | Ingmar Bergman       | Jungfrukällan                   | Vann      |
| 1962 | Ingmar Bergman       | Såsom i en spegel               | Vann      |
| 1965 | Bo Widerberg         | Kvarteret Korpen                | Nominerad |
| 1966 | Lars-Magnus Lindgren | Käre John                       | Nominerad |
| 1970 | Bo Widerberg         | Ådalen 31                       | Nominerad |
| 1972 | Jan Troell           | Utvandrarna                     | Nominerad |
| 1973 | Jan Troell           | Nybyggarna                      | Nominerad |
| 1983 | Jan Troell           | Ingenjör Andrées luftfärd       | Nominerad |
| 1984 | Ingmar Bergman       | Fanny och Alexander             | Vann      |
| 1992 | Sven Nykvist         | Oxen                            | Nominerad |
| 1996 | Bo Widerberg         | Lust och fägring stor           | Nominerad |
| 2000 | Colin Nutley         | Under solen                     | Nominerad |
| 2004 | Mikael Håfström      | Ondskan                         | Nominerad |
| 2005 | Kay Pollak           | Så som i himmelen               | Nominerad |
| 2017 | Hannes Holm          | En man som heter Ove            | Nominerad |
| 2018 | Ruben Östlund        | The Square                      | Nominerad |
| 2025 | Magnus von Horn      | Flickan med nålen (för Danmark) | Nominerad |

## Bästa manus efter förlaga
| År   | Manusförfattare                                               | Filmtitel         | Resultat  |
| ---- | ------------------------------------------------------------- | ----------------- | --------- |
| 1973 | Jan Troell Bengt Forslund                                     | Utvandrarna       | Nominerad |
| 1988 | Per Berglund Brasse Brännström Lasse Hallström Reidar Jönsson | Mitt liv som hund | Nominerad |

## Bästa originalmanus
| År   | Manusförfattare | Filmtitel           | Resultat  |
| ---- | --------------- | ------------------- | --------- |
| 1960 | Ingmar Bergman  | Smultronstället     | Nominerad |
| 1962 | Ingmar Bergman  | Såsom i en spegel   | Nominerad |
| 1974 | Ingmar Bergman  | Viskningar och rop  | Nominerad |
| 1979 | Ingmar Bergman  | Höstsonaten         | Nominerad |
| 1984 | Ingmar Bergman  | Fanny och Alexander | Nominerad |
| 2023 | Ruben Östlund   | Triangle of Sadness | Nominerad |

## Bästa dokumentär
| År   | Regissör          | Filmtitel               | Resultat |
| ---- | ----------------- | ----------------------- | -------- |
| 1951 | Olle Nordemar     | Kon-Tiki                | Vann     |
| 2013 | Malik Bendjelloul | Searching for Sugar Man | Vann     |

## Bästa foto
| År   | Fotograf          | Filmtitel               | Resultat  |
| ---- | ----------------- | ----------------------- | --------- |
| 1974 | Sven Nykvist      | Viskningar och rop      | Vann      |
| 1984 | Sven Nykvist      | Fanny och Alexander     | Vann      |
| 1989 | Sven Nykvist      | Varats olidliga lätthet | Nominerad |
| 2017 | Linus Sandgren    | La La Land              | Vann      |
| 2018 | Hoyte van Hoytema | Dunkirk                 | Nominerad |
| 2024 | Hoyte van Hoytema | Oppenheimer             | Vann      |

## Bästa klippning
| År   | Klippare                                                                                     | Filmtitel    | Resultat |
| ---- | -------------------------------------------------------------------------------------------- | ------------ | -------- |
| 1984 | Tom Rolf (tillsammans med Glenn Farr, Lisa Fruchtman, Stephen A. Rotter och Douglas Steward) | Rätta virket | Vann     |

## Bästa kostym
| År   | Kostymdesigner               | Filmtitel           | Resultat  |
| ---- | ---------------------------- | ------------------- | --------- |
| 1961 | Marik Vos-Lundh              | Jungfrukällan       | Nominerad |
| 1974 | Marik Vos-Lundh              | Viskningar och rop  | Nominerad |
| 1976 | Ulla-Britt Söderlund         | Barry Lyndon        | Vann      |
| 1976 | Karin Erskine Henny Noremark | Trollflöjten        | Nominerad |
| 1984 | Marik Vos-Lundh              | Fanny och Alexander | Vann      |

## Bästa scenografi
| År   | Scenograf                 | Filmtitel           | Resultat |
| ---- | ------------------------- | ------------------- | -------- |
| 1984 | Anna Asp Susanne Lingheim | Fanny och Alexander | Vann     |

## Bästa ljud
| År   | Ljudredigerare                             | Filmtitel       | Resultat |
| ---- | ------------------------------------------ | --------------- | -------- |
| 2010 | Paul Ottosson (tillsammans med Ray Becket) | The Hurt Locker | Vann     |

## Bästa ljudredigering
| År   | Ljudtekniker                                                              | Filmtitel                       | Resultat  |
| ---- | ------------------------------------------------------------------------- | ------------------------------- | --------- |
| 1996 | Per Hallberg (tillsammans med Lon Bender)                                 | Braveheart                      | Vann      |
| 1998 | Per Hallberg (tillsammans med Mark Stoeckinger)                           | Face/Off                        | Nominerad |
| 2004 | Paul Ottosson                                                             | Spider-Man 2                    | Nominerad |
| 2008 | Per Hallberg (tillsammans med Karen Baker Landers)                        | The Bourne Ultimatum            | Vann      |
| 2010 | Paul Ottosson                                                             | The Hurt Locker                 | Vann      |
| 2012 | Bo Persson (tillsammans med David Parker, Michael Semanick och Ren Klyce) | The Girl with the Dragon Tattoo | Nominerad |
| 2013 | Per Hallberg (tillsammans med Karen Baker Landers)                        | Skyfall                         | Vann      |
| 2013 | Paul Ottosson                                                             | Zero Dark Thirty                | Vann      |

## Bästa smink
| År   | Makeup-artist                                                      | Filmtitel                                             | Resultat  |
| ---- | ------------------------------------------------------------------ | ----------------------------------------------------- | --------- |
| 2016 | Love Larson Eva von Bahr                                           | Hundraåringen som klev ut genom fönstret och försvann | Nominerad |
| 2017 | Love Larson Eva von Bahr                                           | En man som heter Ove                                  | Nominerad |
| 2019 | Göran Lundström (tillsammans med Pamela Goldammer)                 | Gräns                                                 | Nominerad |
| 2022 | Love Larson Eva von Bahr                                           | Dune                                                  | Nominerad |
| 2022 | Göran Lundström Anna Carin Lock (tillsammans med Frederic Aspiras) | House of Gucci                                        | Nominerad |

## Bästa kortfilm
| År   | Regissör                      | Filmtitel                | Resultat  |
| ---- | ----------------------------- | ------------------------ | --------- |
| 1949 | Arne Sucksdorff               | Människor i stad         | Vann      |
| 1999 | Joel Bergvall Simon Sandquist | Victor                   | Nominerad |
| 2000 | Marcus Olsson                 | Stora & små mirakel      | Nominerad |
| 2010 | Patrik Eklund                 | Istället för Abrakadabra | Nominerad |

## Bästa filmmusik
| År   | Producent        | Filmtitel     | Resultat |
| ---- | ---------------- | ------------- | -------- |
| 2019 | Ludwig Göransson | Black Panther | Vann     |
| 2024 | Ludwig Göransson | Oppenheimer   | Vann     |

## Bästa sång
| År   | Musik och text                                                    | Låttitel och filmtitel                           | Resultat  |
| ---- | ----------------------------------------------------------------- | ------------------------------------------------ | --------- |
| 2017 | Max Martin Shellback (tillsammans med Justin Timberlake)          | "Can’t Stop the Feeling!" från Trolls            | Nominerad |
| 2023 | Ludwig Göransson (tillsammans med Tems, Rihanna och Ryan Coogler) | "Lift Me Up" från Black Panther: Wakanda Forever | Nominerad |

## Heders-Oscar
- Greta Garbo: 1954 (Motivering: For her unforgettable screen performances)[1][2][3]

## Irving G. Thalberg Memorial Award
- Ingmar Bergman: 1970[4]

## Hederspris: Technical Achievement Award
- Bengt Orhall, Kenneth Lund, Björn Selin, Kjell Högberg (AB Film-Teknik): 1990

Motivering: För utveckling och tillverkning av filmtextningsprocessorn Mark IV, vilket ökade hastigheten, förenklade operationen, och förbättrade kvaliteten på textning.
- Fredrik Limsäter, Björn Rydahl och Mattias Lagergren (ftrack): 2020

Motivering: För teknisk prestation för ftrack Studios framstående design, arkitektur och teknik. 

## Hederspris: Award of Commendation
- Rune Ericson: 2001

Motivering: För hans banbrytande utveckling och 30 år av engagemang i Super 16mm-film för rörliga bilder. Super 16mm-film har uppnått en betydande inverkan på den globala filmindustrin genom att spela en viktig roll för att ge lågbudgetfilmer biopremiär.